# Margarete Kubelka

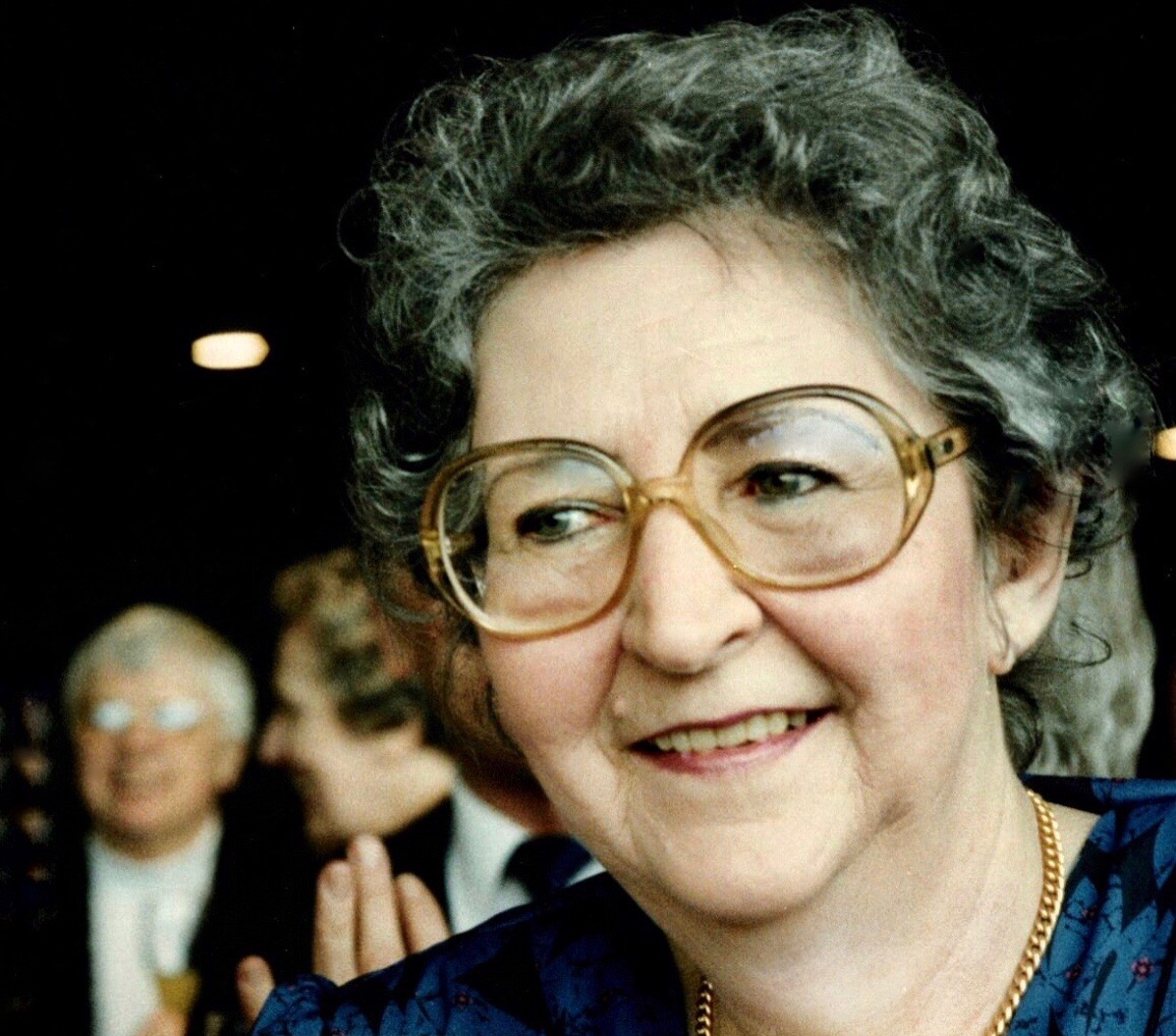
Margarete Kubelka bei der Johann-Heinrich-Merck-Ehrung in Darmstadt (1988)

Margarete Flora Kubelka, verheiratet Margarete Kröhnke (* 14. September 1923 in Bor u České Lípy, Tschechoslowakei; † 2. Juli 2000 in Darmstadt), war eine deutsche Schriftstellerin.

## Leben
Ihre Kindheit und Jugend verlebte Kubelka in den nordböhmischen Orten Haida, Niemes und Böhmisch-Leipa, wo sie die Reifeprüfung ablegte. Angeregt durch die Berufswelt des Vaters, eines Zeitungsverlegers, verfasste sie früh Verse und kleine Prosatexte. Als Studentin der Germanistik und Klassischen Philologie an der Deutschen Universität Prag veröffentlichte Kubelka erste Gedichte und Erzählungen in der Presse und im Hörfunk.
1945 aus der Tschechoslowakei vertrieben, floh Margarete Kubelka mit ihrer Mutter nach Kamenz, wo kurz darauf die Tochter Claudia zur Welt kam. Unter schwierigen Umständen setzte sie ihr Studium an den Universitäten Rostock und Hamburg fort, um anschließend eine Lehrtätigkeit in Eschwege aufzunehmen.
1951 heiratete Kubelka den aus Ostpreußen stammenden Apotheker Alfred Kröhnke und zog nach Darmstadt, wo ihr Ehemann in der pharmazeutischen Industrie tätig war und sie selbst als Hausfrau, Journalistin, Redakteurin und Schriftstellerin bis zu ihrem Tod agierte. Hier wurden ihre Söhne Erhard, Karl und Friedrich Kröhnke geboren.
Ihre Grabstätte, die von der Stadt Darmstadt als Ehrengrab gepflegt wird, befindet sich auf dem Friedhof in Darmstadt-Eberstadt.

## Werk

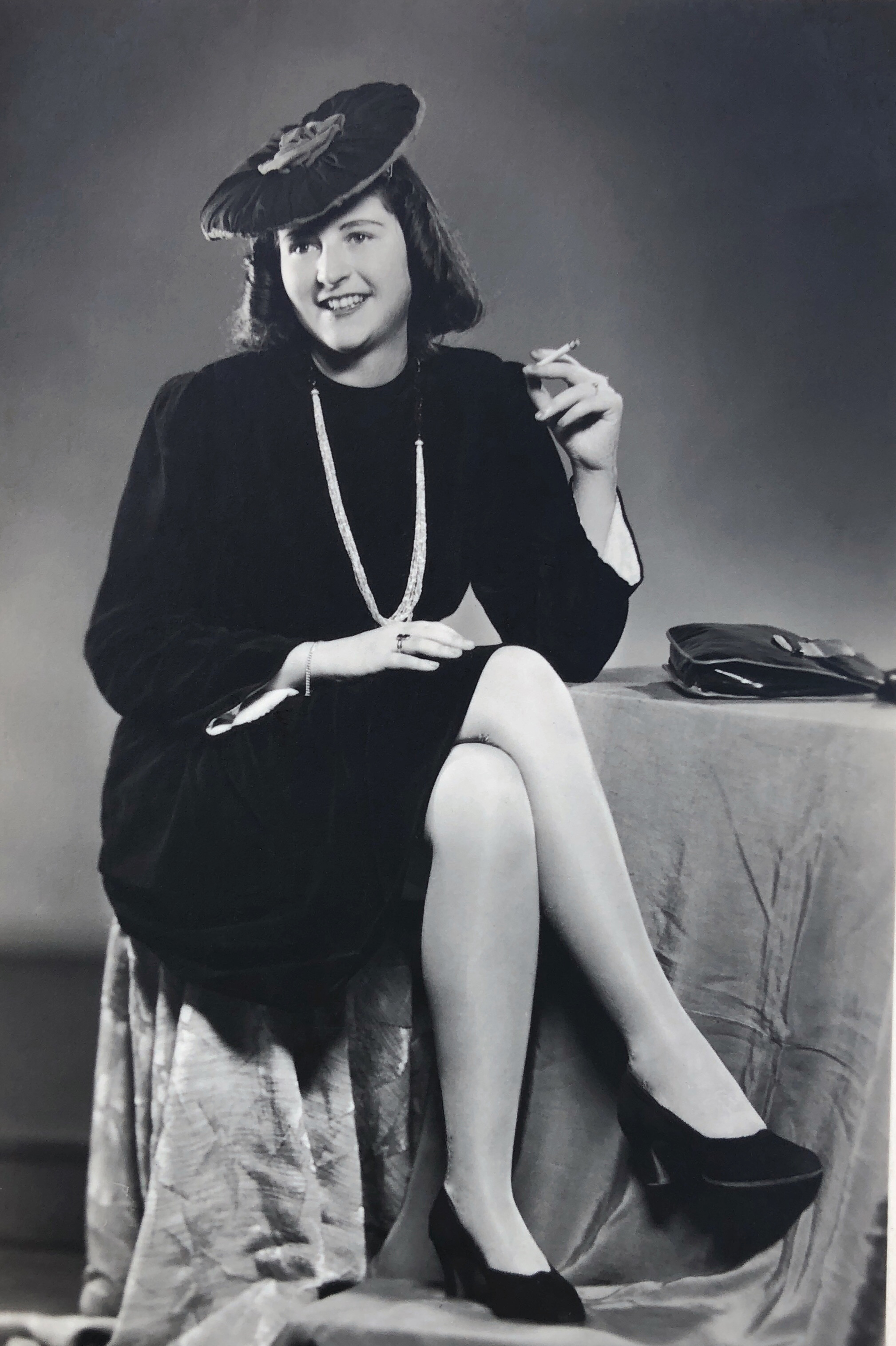
Margarete Kubelka in Prag (1944)

Margarete Kubelka veröffentlichte Romane, Essays, Erzählungen, Jugend- und Kinderbücher, Kriminalliteratur, Hörspiele und Lyrik. Im Jahre 1962 erschien im Maximilian Dietrich Verlag Memmingen ihr erster Roman „Odysseus kommt zu spät“, ein Jahr später ebendort der zweite „Der Mann aus Papier“, beides psychologische Romane, in denen es um die Identitätsfindung der Protagonisten geht. Nach der Veröffentlichung weiterer Romane wandte sich Kubelka mehr und mehr der Kurzprosa zu, wobei ihre Texte in der zweiten Lebenshälfte zunehmend von christlicher Humanität geprägt waren. Als aktives Mitglied in der 1957 gegründeten sudetendeutschen Künstlergruppe Marburger Kreis knüpfte sie Kontakte zu anderen Autoren wie Dagmar Nick, Annemarie in der Au und Herbert Wessely, mit denen sie eine jahrzehntelange Freundschaft verband.
In den 1970er Jahren veröffentlichte der Delp Verlag die Lyrikbände „Absage an das Mondlicht“ und „Verhängte Spiegel“, aus denen mehrfach Gedichte vertont wurden. Kubelka schrieb auch Kinderbücher, die ins Englische und Chinesische übersetzt wurden. Sie war freie Mitarbeiterin bei der Frankfurter Rundschau, des Wiesbadener Kuriers, des Münchener Volksboten, der mehrsprachigen Zeitschrift „Europa“, des Lahrer Hinkenden Boten wie auch von Jugendzeitschriften. Das Darmstädter Echo veröffentlichte regelmäßig ihre Rezensionen zu kulturellen Veranstaltungen in der Umgebung. Als Frau Margarete betreute sie im „Echo“ die Kochecke, in der sie täglich ein Menu vorstellte. Im „Ratgeber für Haus und Familie“ schrieb sie jahrzehntelang eine Kolumne. Margarete Kubelka ist in 70 Anthologien vertreten.
Mit dem Trauma von Flucht und Vertreibung, insbesondere der Sudetendeutschen, und den harten Bedingungen der Nachkriegszeit, in der die Eingliederung in eine neue Heimat gelingen musste, hat sich Kubelka in ihrem literarischen Werk auseinandergesetzt. Sie wurde zunehmend zu einer Stimme der Heimatvertriebenen in der Sudetendeutschen Zeitung, dem „Sudetendeutschen Kalender“, dessen Herausgeberin sie zeitweise war, in der Kulturzeitung „Sudetenland“ sowie in zahlreichen Lesungen auf dem Heiligenhof. Besonders in den Erzählungen in „Umhegte Welt“ und „Tagebuch einer Kindheit“ steht die behütete Kindheit in Böhmen im Fokus. Zum Jahr des Kindes wurden 1979 Vertreibungsgeschichten unter dem Titel: „Der Tod der Sabine“ veröffentlicht. Ihre Neubearbeitung sudetendeutscher Sagen leistet durch die Erschließung der landschaftlichen, sozialen und geschichtlichen Hintergründe einen Beitrag zur Bewahrung des ostdeutschen Kulturguts. In der Reihe der Marburger Bogendrucke erschienen 1969 unter dem Titel „Ruf des Landes“ ihre Übersetzungen tschechischer Lyrik.
Der literarische Nachlass mit persönlichen Dokumenten und Fotos wurde der Universitätsbibliothek Eichstätt-Ingolstadt übereignet.
Margarete Kubelka betrieb ein ausgefallenes Hobby, indem sie Taschentücher sammelte zur Erinnerung an Orte, die sie bereist hatte, und an Freunde, die sie zu besonderen Anlässen mit Tüchlein beschenkten. In ihrer Sammelvitrine befanden sich mehr als tausend Stück, die in den Besitz ihrer Tochter übergegangen sind.

## Veröffentlichungen
- Odysseus kommt zu spät, Roman, Memmingen 1962, OCLC 3109844.
- Der Tod im Rucksack, Funkerzählung, Süddeutscher Rundfunk 1962.
- Der Mann aus Papier, Roman, Memmingen 1963, OCLC 3032875.
- Die schönsten Sagen aus dem Sudetenland, München 1963, OCLC 644067663.
- Der arme Heinrich Rosenkranz, Roman, München 1964. OCLC 1684651.
- Der Engel im Zwielicht, Roman, Memmingen 1966, OCLC 5191633.
- Von allem bleibt nur ein Bild, Roman, Regensburg 1966, OCLC 17427514.
- Umhegte Welt, Erzählungen, München 1967, OCLC 73811165.
- Scheiterhaufen für eine Puppe, Kriminalroman, Bremen 1967, OCLC 72163178.
- Die Hirten auf dem Felde, Erzählungen, München 1968, OCLC 815526397.
- Ruf des Landes, Übertragung tschechischer Lyrik, Freising 1969, OCLC 74095224.
- Süßes Gift Erinnerung, Gedichte, Freising 1970, OCLC 633774657
- Erich und das Mädchen mit der Narbe, Jugendroman, Ruit 1972, OCLC 74108154.
- Absage an das Mondlicht, Gedichte, München 1972, ISBN  3-7689-0103-3.
- Gast in fremden Städten, Gedichte, München 1975, ISBN  3-921105-33-1.
- Unterwegs notiert, Gedichte, 1971, Freising 1975, OCLC 74243585.
- Bildnis eines Mannes mit grüner Mütze, Erzählungen, Freising 1975, OCLC 74314906.
- Der Bilderschänder, Funkerzählung, 1976, OCLC 1072655696.
- Burgbett und Feuerlampe, Kinderbuch, Moldautal 1977, ISBN  3-920110-36-6.
- Ankunft bei Regen, Erzählungen, München 1978, OCLC 74880605.
- Rendezvous mit Ingolstadt, Gedichte, München 1978, ISBN  3-921105-63-3.
- Der Tod der Sabine, Vertreibungsgeschichten, München 1979, OCLC 612331660.
- Verhängte Spiegel, Gedichte, München 1979, ISBN  3-7689-0162-9.
- Rückkehr zum Brunnen, Erzählungen, Freising 1979, OCLC 862786751.
- Rückfahrkarte nach Wernersgrün, Hörspiel, 1979.
- Heilige sind auch Menschen, Erzählungen, Heidenheim 1979, ISBN 3-921519-36-5.
- Tagebuch einer Kindheit, Erzählungen, München 1980, ISBN  3-922423-00-0.
- Daheim in Darmstadt, Gedichte, Bovenden 1980, ISBN  3-921105-85-4.
- Die Lichterbrücke, Erzählungen, München 1980, OCLC 643828973.
- Eisenbahnfahrt, Hörspiel, Deutsche Welle 1980.
- Marie von Ebner-Eschenbach, Portrait einer Dichterin. Bonn 1980, OCLC 915732247.
- Stern über dem Stall, Weihnachtserzählungen, Heidenheim 1982, ISBN 3-921519-50-X.
- Eis-Zeit, Hörspiel, München 1983.
- Ich werde Oma fragen, Kinderbuch, München 1983, ISBN  3-7707-6229-0.
- Mein Freund Füchslein, Kinderbuch, München 1984, ISBN  3-7707-6250-9.
- Kurkonzert, Erzählungen, Heidenheim 1984, ISBN  3924867003.
- Nicht ganz zurück aus Budapest, Gedichte, Freising 1985, OCLC 239751368.
- Myrrhe für das Kind, Roman, Heidenheim 1985, ISBN  3-924867-06-2.
- Spur im Sand, Erzählungen, Freising 1985, OCLC 74772922.
- Hexenturm und Römertor, Göttingen 1987, ISBN  3-88996-110-X.
- Nachricht von der Insel, Gedichte, Göttingen 1987, ISBN  3-88996-140-1.
- Till tut was er will, Kinderbuch, Münster 1988, ISBN  3-88547-491-3.
- Karoline, Erzählungen, Freising 1988, OCLC 75718150.
- Schlussverkauf, Gedichte, Göttingen 1989, ISBN  3-88996-224-6.
- Happy End, Erzählungen, Göttingen 1990, ISBN  3-88996-280-7.
- Der Mangobaum, Erzählungen, Freising 1991, OCLC 180478306.
- Der perfekte Weihnachtsbaum u. weitere Geschichten zur Weihnachtszeit für jung und alt. Erzählungen, München 1991, ISBN 3-7698-0694-8.
- Kein Motiv, Kriminalgeschichten, Freising 1992. OCLC 180566396.
- Herr Urban und der Mantel des hl. Martin, Erzählungen, München 1993, ISBN  3-7698-0742-1.
- Wiedersehen in Jaroslaw, Hörspiel, 1994.
- Die Fahrt nach Bethlehem und andere Erzählungen, Sudetendeutsche Landsmannschaft 1994, OCLC 633867059.
- Gleichung mit einer Unbekannten, Erzählungen, Freising 1995. OCLC 1185301093.
- Wie das Kamel zu seinen Höckern kam, Erzählungen, Eschbach 1997, ISBN  3-88671-176-5.
- Zeitenspiel, Gedichte, Freising 1996. OCLC 174399882.
- Erinnerungen: Miniaturen von daheim, Erzählungen, Freising 1998, OCLC 174653191.
- Die Irrfahrten des schwarzen Königs, Erzählungen, Freising 2001, OCLC 174653191.

## Auszeichnungen
- 1967 Sudetendeutscher Kulturpreis für Literatur
- 1976 Andreas Gryphius-Förderpreis
- 1976 Hörspielpreis des Westdeutschen Rundfunks und des Ostdeutschen Kulturrats.
- 1977 Gustav-Leutelt-Medaille
- 1977 Sudetendeutscher Landschaftspreis Polzen-Neiße-Niederland
- 1977 Bürgerehrung der Stadt Darmstadt
- 1977 Erzählerpreis der Literarischen Union Saarbrücken
- 1979 Erzählerpreis des Bayerischen Rundfunks und der Stiftung Kultur im östlichen Europa (OKR)
- 1982 Adalbert-Stifter-Medaille
- 1983 Bronzene Verdienstmedaille der Stadt Darmstadt
- 1983 Silberne Ehrenmedaille der Stadt Ingolstadt
- 1983 Schirmherrschaftsmedaille der Sudetendeutschen Landsmannschaft und des Freistaates Bayern
- 1985 Bundesverdienstkreuz am Bande
- 1985 Nikolaus-Lenau-Preis
- 1987 Graphicum Literaturpreis
- 1988 Lyrikpreis der Künstlergilde
- 1988 Johann-Heinrich-Merck-Ehrung der Stadt Darmstadt
- 1988 Preisträgerin des Exlibris Wettbewerbs der GEDOK-Gruppe Rhein-Main-Taunus
- 1989 Preisträgerin der GEDOK im Lyrikwettbewerb "Meine Stadt"
- 1990 Preisträgerin der GEDOK im Kurzgeschichtenwettbewerb "Meine Stadt"
- 1993 Pro-arte Medaille der Künstlergilde
- 1994 Erzählerpreis des Senders Freies Berlin
- 1995 Art GEDOK-Nadel

## Mitgliedschaften
- Ackermann-Gemeinde
- Autorenkreis Plesse International
- Europäische Autorenvereinigung Die KOGGE
- GEDOK
- Künstlergilde Esslingen
- Marburger Kreis
- Regensburger Schriftstellergruppe International
- Sudetendeutsche Landsmannschaft
- SYNDIKAT
- Verband deutscher Schriftstellerinnen und Schriftsteller